# Phocoderma
Phocoderma is een geslacht van vlinders van de familie slakrupsvlinders (Limacodidae).

## Soorten
- P. betis Druce, 1896
- P. velutina (Kollar, 1844)